# Eugen Bachmann (Politiker, 1913)
Eugen Bachmann (* 20. Februar 1913 in Pforzheim; † 29. April 1975) war ein deutscher Politiker (CDU) und ehemaliger Abgeordneter des Hessischen Landtags.

## Ausbildung und Beruf
Eugen Bachmann arbeitete nach Volksschule, Höherer Handelsschule und Landwirtschaftsschule als selbstständiger Landwirt.
Er war Vorstandsmitglied der Molkereigenossenschaft Fürth (Odenwald), der Bezirkssparkasse Heppenheim und des Gebietsausschusses Bergstraße-Odenwald-Ried-Neckartal im Landesverkehrsverband Hessen.

## Politik
Eugen Bachmann war SA-Mitglied.
Eugen Bachmann war Mitglied der CDU und Vorsitzender des Evangelischen Arbeitskreises der CDU Bergstraße. Als Ehrenamtlicher Bürgermeister der Gemeinde Wald-Michelbach von 1948 bis 1975 und Mitglied des Kreistags Bergstraße von 1950 bis 1956 sowie als Kreisbeigeordneter ab 1956 war er kommunalpolitisch engagiert.
Vom 1. Dezember 1958 bis zum 9. April 1962 war er Mitglied des Hessischen Landtags.